# Stella Bianca
Stella Bianca alla corte de Re Ferdinando is een gezamenlijk muziekalbum van Rick Wakeman en Mario Fasciano. Al eerder namen ze een album op onder de titel Black Knights at the Court of Ferdinand IV. Dat album bevatte uitsluitend teksten in het Napolitaanse dialect met muziek van Rick Wakeman. Dat is hier niet anders, maar ze hadden geleerd ten opzichte van het vorige album, door nu ook de Italiaanse en Engelse vertaling mee te leveren. Het album is opgenomen in de Ferlmersham Studios te Berfordshire en Bajonor Studios op Man. Wakeman had naar eigen zeggen niet door dat hij vlot achter zijn geld moest aangaan, want er is niet betaald aldus zijn eigen website. Ook waren ze tot het inzicht gekomen dat sommige kleuren niet met elkaar mengden in het tekstboekje. Zo werd er tekst in groen afgedrukt tegen een rode achtergrond, dat maakt de tekst volkomen onleesbaar en daardoor bleef een groot gedeelte van de tekst onbegrijpelijk voor diegenen die het Napolitaans niet machtig zijn.  

## Musici
- Rick Wakeman – toetsinstrumenten
- Adam Wakeman – toetsinstrumenten en arrangementen
- Mario Fasciano – zanger
- Rodolfo Maltese – gitaar op Aria di te
- Aza – zang op Carcere

## Tracklist
Muziek waarschijnlijk van Wakeman en Fasciano

| Nr. | Titel                                                             | Duur |
| --- | ----------------------------------------------------------------- | ---- |
| 1.  | Stella Bianca (White star; tekst Mario Castelnuevo)               | 3:32 |
| 2.  | A quatte mane (At four hands: tekst Maura Mazzola)                | 4:23 |
| 3.  | O cuore (The heart; tekst Mazzola – G. Mercadente)                | 4:04 |
| 4.  | Ariel (tekst: Enzo Moscato)                                       | 3:42 |
| 5.  | Arie di te (Air of you; tekst: Francesco di Giacomo)              | 4:17 |
| 6.  | Romance Napoli                                                    | 5:00 |
| 7.  | Sologoccia (Only drop; tekst: di Giacomo)                         | 4:23 |
| 8.  | Carcere 'e San Francisco (San Francisco's prison; tekst: Mazzola) | 3:58 |